# SGP Systems
	SGP Systems, s.r.o. je firma, která se zabývá programovacími jazyky pro děti, mládež i dospělé. Po sérii preprocesorů pro klasické jazyky (assembler, BASIC, C, Clipper, Cobol, dBase, FoxBase, Informix, Paradox, Pascal aj. pro dospělé, kde zdrojový kód programu byl generován z graficky zaznamenané struktury algoritmu – strukturogramu) firma vydala v roce 1993 svůj první programovací jazyk pro mládež Baltazar, pomocí něhož v roce 1996 vytvořila zcela nový ikonový jazyk Baltík na bázi jazyka C. V roce 2007 firma pracovala na doladění nové verze Baltie 4 C#.

## Ocenění
Za své programy firma získala celou řadu ocenění: doporučení Ministerstva školství a tělovýchovy ČR, Hračku roku 97, vítězství v soutěži o Bílého hrocha 99, nominaci na Křišťálový disk 99, produkt měsíce Softwarových novin, Produkt roku Softwarových novin a celou řadu dalších ocenění. Firma funguje od roku 1978. Mimo jiné také pořádá od roku 1993 různé soutěže jako např. Baltík+Baltazar.